# Color Theory presents Depeche Mode
Color Theory presents Depeche Mode es un álbum tributo del proyecto musical de Brian Hazard Color Theory, publicado en el 2003 como el esfuerzo de un solo hombre dedicado a versiones del grupo inglés de música electrónica Depeche Mode.
Todas las canciones fueron compuestas por Martin Gore, excepto Ponytail Girl, la cual es el único tema original de Color Theory en el disco.

## Listado de canciones
1. I Want You Now
2. Sister of Night
3. It Doesn't Matter
4. Sweetest Perfection
5. Here is the House
6. I Am You
7. World Full of Nothing
8. Surrender
9. But Not Tonight
10. One Caress
11. Leave in Silence
12. Ponytail Girl